# جایگاه اسکی یابولی
جایگاه اسکی یابولی (به لاتین: Yabuli Ski Resort) یک پیست اسکی در جمهوری خلق چین است که در Shangzhi واقع شده‌است.